# Lijst van spelers van Beerschot AC
Deze lijst omvat voetballers die bij Beerschot AC spelen of hebben gespeeld. Achter de naam van de speler is vermeld wanneer deze voetballer in het eerste elftal van de club speelde. Spelers die de overgang van Germinal Beerschot naar Beerschot AC meemaakten worden ook vermeld. De spelers die in het vet staan vermeld, spelen nog voor de club.

## Belgen

### Antwerpenaars
- Stefan Deloose (2012-2013)
- Bart Goor (2009-2011)
- Conor Laerenbergh (2011-2013)
- Kristof Maes (2005-2012)
- Funso Ojo (2012-2013)
- Marvin Ogunjimi (2013)
- Alpaslan Öztürk (2012-2013)
- Wanderson (2012-2013)
- Georgi Zjoekov (2012-2013)

### Overige Belgen
- Arnor Angeli (2011-2012)
- Giel Deferm (2013)
- Wim De Decker (2009-2013)
- Guillaume François (2010-2013)
- Thomas Kaminski (2008-2011)
- Stefano Marzo (2012-2013)
- Joachim Mununga (2012-2013)
- Benito Raman (2013)
- Stijn Stijnen (2011-2013)
- Thibaut Van Acker (2013)
- Peter Van der Heyden (2011-2012)
- Koen Van Langendonck (2012-2013)
- Dries Wuytens (2011-2013)
- Stijn Wuytens (2012-2013)

## Europeanen

### Bosniërs
- Adnan Custovic (2010-2012)
- Goran Galešić (2012-2012)

### Engelsen
- Keith Masefield (1988-1989)

### Fransen
- Frédéric Brillant (2012-2013)
- Maxime Chanot (2013)
- Maël Lépicier (2013)

### Finnen
- Roni Porokara (2010-2012)

### Hongaren
- Boldizsár Bodor (2012-2013)

### Italianen
- Nereo Fauzia (2000-2004)

### IJslanders
- Jón Guðni Fjóluson (2011-2012)

### Kroaten
- Zlatko Arambašić (1996)
- Jason Čulina (2001-2001)
- Mario Cvitanović (2004-2006)
- Joey Didulica (2001-2002)
- Ivan Leko (2008-2010)
- Tomislav Mikulić (2009-2012)
- Jerko Tipurić (1992-1994)

### Macedoniërs
- Tomislav Pacovski (2009-2012)

### Montenegrijnen
- Uroš Delić (2011-2012)

### Nederlanders
- Sherjill Mac-Donald (2009-2012)
- Joey Suk (2013)

### Spanjaarden
- Raul Bravo (2012-2013)

### Serviërs
- Dalibor Veselinovic (2012-2013)

## Latijns-Amerikanen

### Argentijnen
- Hernán Losada (2011-2013)

### Paraguayanen
- Rodrigo Rojas (2011-2011)

### Uruguayanen
- Gary Kagelmacher (2010-2011)

### Brazilianen
- Victor Simões de Oliveira (2003-2004)

## Afrikanen

### Kenianen
- Johanna Omolo (2011-2012)

### Nigerianen
- Kennedy Nwanganga (2013)

### Senegalezen
- Elimane Coulibaly (2012-2012)
- Ibrahima Sidibe (2011-2012)

### Zimbabwanen
- Vusumuzi Nyoni (2010-2012)

## Aziaten

### Israëlieten
- Roy Dayan (2011-2013)
- Dor Malul (2011-2013)